# Immortal (minialbum)
Immortal – debiutancki minialbum norweskiego zespołu blackmetalowego Immortal wydany w październiku 1991 roku przez wytwórnię płytową Listenable. Materiał ten został później wydany na splicie True Kings of Norway, wraz z nagraniami zespołów Emperor, Dimmu Borgir, Ancient oraz Arcturus, wydanym w 2000 roku.

## Lista utworów
1. "Diabolical Fullmoon Mysticism" – 0:42
2. "Unholy Forces of Evil" – 4:28
3. "The Cold Winds of Funeral Frost" – 3:40

## Twórcy
- Olve "Abbath" Eikemo – śpiew, gitara basowa
- Harald "Demonaz" Nævdal – gitara
- Eirik "Pytten" Hundvin – produkcja

## Wydania
- Osmose, październik 1991 – wydanie na 7 calowej płycie płycie gramofonowej